# طاق سنگی خان اوی (جونقان)
بنای طاق سنگی خان اوی، اثری تاریخی مربوط به دوره ساسانی است که در زبان ترکی به معنای «خانه خان» می‌باشد. این بنای تاریخی در تنگه «درکش ورکش» از توابع شهر جونقان واقع شده است. تنگ درکش ورکش به علت وجود گذرگاه‌های خطرناک و سخت گذری که در کنار رودخانه قرار دارد به این نام خوانده می‌شود و طاق سنگی خان اوی که به روش جالب خشکه چین ایجاد گردیده است در ابتدای این تنگه واقع شده است.
این اثر در تاریخ ۱۵ آذر ۱۳۷۸ با شمارهٔ ثبت ۲۵۳۷ به‌عنوان یکی از آثار ملی ایران به ثبت رسیده است.